# بقرة شامية
البقرة الشامية أو البقرة البلدية، عرق من الأبقار موطنها الأصلي غوطة دمشق حيث الجو معتدل رطب على مدار السنة. يعيش العدد الأكبر منها في محافظة ريف دمشق، وبعضها يعيش في محافظات حمص وحماة واللاذقية وحلب، ولا يوجد منها سوى أعداد ضئيلة في المحافظات الشرقية والشمالية الشرقية من سوريا. وتتواجد أعداد ضئيلة منها في بقية مناطق بلاد الشام. تشكل هذه السلالة 13% من مجموع الأبقار في سوريا.
ونموذج البقر الشامي قريب من نموذج أبقار الحليب المثلثي، ويكون أحياناً مندمجاً نسبياً وهذه الأبقار حساسة الطبع، طيعة سهلة القياد صغيرة البطن نسبياً، لونها أحمر أو أشقر أو أصفر، ولا يشاهد اللون الأسود إلا نادراً. وهي كبيرة الحجم، طويلة الجسم، رأسها طويل نحيف والعينان كبيرتان ونشطتان، وفتحة الأنف كبيرة، والقرنان طويلان ولهما أشكال مختلفة، وهما يختلفان أحياناً في الذكور والإناث. الرقبة متوسطة الطول نحيفة جيدة الاتصال بالرأس والجسم، اللبب كبير والحوض ضيق والظهر متقعر في الوسط، والصدر والبطن متوسطا السعة، والضرع كبير الحجم متوازن ومتوسط وزن الإناث التامة النمو 400-500 كغم، والثيران التامة النمو 700- 800 كغم، ووزن المولود عند الولادة 23-30 كغم، ومتوسط إنتاج الأنثى من الحليب في السنة 3000-4000 كغم بنسبة دسم مقدارها 4٪ وهنالك أبقار تعطي أكثر من 6000 كغم في الموسم، وتضع الإناث أول مولود لها وعمرها 28-30 شهراً، وهي ذات كفاية تناسلية عالية. ويعد العرق الشامي في إنتاج الحليب أحسن من أي عرق آخر في آسيا.